# Pleasure to Meet You
Pleasure to Meet You è il secondo album in studio del gruppo alternative rock statunitense Dead Sara.

## Tracce
1. Suicidal – 3:40
2. L.A. City Slum – 3:24
3. Mona Lisa – 3:14
4. Something Good – 4:12
5. Lovesick – 3:00
6. Radio One Two – 3:40
7. Mr. Mr. – 4:21
8. Greaser – 3:29
9. Blue Was the Beautiful You – 5:26
10. Feel Right at Home – 4:24
11. For You I Am – 6:01

Durata totale: 44:51

## Formazione
Gruppo
- Emily Armstrong – voce, chitarra
- Siouxsie Medley – chitarra
- Chris Null – basso
- Sean Friday – batteria, percussioni

## Classifiche
| Classifica (2015) | Posizione massima |
| ----------------- | ----------------- |
| USA Hard Rock     | 7                 |
| USA Heatseekers   | 2                 |
| USA Independent   | 17                |
| USA Alternative   | 19                |
| USA Top Rock      | 33                |